# Physiculus huloti
Physiculus huloti är en fiskart som beskrevs av Poll, 1953. Physiculus huloti ingår i släktet Physiculus och familjen Moridae. Inga underarter finns listade i Catalogue of Life.